# Haás Vander Péter
Haás Vander Péter (eredetileg Haás Péter) (Győr, 1963. február 5. – Budapest, 2015. július 13.) Jászai Mari-díjas magyar színész, szinkronszínész.

## Életpályája
1989-től, a Színház- és Filmművészeti Főiskola elvégzése után a József Attila Színházban játszott 1990-ig. 1990–1994 között az Arany János Színház, 1994-től a Tivoli Színház színésze, majd 1996-tól a teátrum 2012-es megszüntetéséig a Budapesti Kamaraszínház társulatának tagja volt.
A színész családjának ősei Hollandiából származtak, s nevük eredetileg is van der Haas volt. Erről még Zsófia nevű lánya számolt be édesapja halálakor. A származási helyre utaló van der előzéket később elhagyták, így a színész is mint Haás Péter született már. Később azonban ősei iránti tiszteletből újból használni kezdte a Haás van der Péter nevet, majd utóbb már egybeírva Haás Vander Péter-ként jelent meg. Felesége Szabó Ágnes volt, lányuk Haás Vander Zsófia.
Színházi munkái mellett számos szinkronszerepben volt hallható több mint két évtizeden át. Kedves munkái közé tartozott a még a Mafilmben szinkronizált Ha ölni kell című film, aminek Dezsőffy Rajz Katalin volt a szinkronrendezője, a Dexter televíziós sorozat vagy a Dumb és Dumber. Sok rádiójátékban szerepelt. Ritkán filmekben is látható volt – például a Családi körben, vagy Vámos Zoltán Rögtön jövök című rövidfilmjében. Volt díszlettervező is.
2015. július 13-án hunyt el Budapesten. Az előzetes sajtóhírek szerint már hosszabb ideje halálos beteg volt, de ezt lánya később megcáfolta.

## Díjai, elismerései
- Jászai Mari-díj (2009)[11]
- Magyarszinkron.hu "hónap hangja" díj ("legszimpatikusabb gyilkos" hangként, 2009)[12]

## Színpadi szerepei
A Színházi adattárban 2015. július 14-ig regisztrált bemutatóinak száma 85. Ugyanitt tizenegy fényképen is szerepel.
| Szerző                                 | Színdarab                          | Szerep                     |
| -------------------------------------- | ---------------------------------- | -------------------------- |
| Illyés Gyula                           | Kegyenc                            | Palladius                  |
| L. Arthur Rose – Douglas Furber        | Me and My Girl                     |                            |
| Gáspár Margit                          | A császár messze van               | Saint-Just                 |
| Molnár Ferenc                          | Egy, kettő, három                  | Dr. Faber; Colleon         |
| Molnár Ferenc                          | Marsall                            | Inas                       |
| Molnár Ferenc                          | Az ibolya                          | Igazgató                   |
| Valentyin Katajev                      | Bolond vasárnap                    | Kosztya Sovárgov           |
| Saia Fiastri – Bruno Camfora           | Szerelmeim                         | Marco                      |
| Sławomir Mrożek                        | Tangó                              | Eugéniusz                  |
| William Shakespeare                    | Sok hűhó semmiért                  | Claudio                    |
| Josep Topol                            | Macska a síneken                   | Véna                       |
| Weöres Sándor                          | Holdbéli csónakos                  | Medvefia                   |
| Aiszkhülosz – Euripidész – Szophoklész | Test-vér-harc                      | Hírnök 1.                  |
| Békés Pál                              | A félőlény                         | Csatang                    |
| William Shakespeare                    | Antonius és Cleopatra              | Maecenas                   |
| Petőfi Sándor                          | János vitéz                        | Bagó                       |
| Dale Wasserman                         | La Mancha lovagja                  | Kormányzó                  |
| Tamási Áron                            | Énekes madár                       | Préda Máté                 |
| William Shakespeare                    | Lear király                        | Alban fejedelem            |
| Audiberti                              | Árad a gazság                      | Marsall                    |
| Niccolò Machiavelli                    | Mandragóra                         | Callimaco                  |
| Genet                                  | A balkon                           | Roger                      |
| Nigel Williams                         | Az ötödik KÁ                       | Lepke                      |
| Mrożek                                 | Vatzlav                            | Géniusz                    |
| Carlo Goldoni                          | A hazug                            | Ottavio                    |
| William Shakespeare                    | Rómeó és Júlia                     | Lőrinc barát; Mercutio     |
| Carlo Goldoni                          | Mirandolina                        | Fabrizio pincér            |
| Szigligeti Ede                         | Liliomfi                           | Liliomfi                   |
| Zsolt Béla                             | Oktogon                            | Dr. Szigeti                |
| Bíró Lajos                             | Sárga lilom                        | Dr. Asztalos Kálmán        |
| Szakonyi Károly                        | Életem, Zsóka!                     | Rácz                       |
| William Shakespeare                    | Othello                            | Montano, volt kormányzó    |
| Görgey Gábor                           | Örömállam                          | Szürke úr                  |
| Lev Nyikolajevics Tolsztoj             | Kreutzer szonáta                   |                            |
| Alan Ayckbourn                         | Időzavar                           | Reece                      |
| Eric-Emmanuel Schmitt                  | Frédérick                          | York herceg                |
| Eugene O’Neill                         | Párbajhős                          | Jamie Cregan               |
| Trevor Griffiths                       | Komédiások                         | George McBrain             |
| Donato Gianotti                        | A vén szerelmes                    | Panfilo Teodisi            |
| Bódy Gábor                             | Tüzes angyal                       |                            |
| Örkény István                          | Tóték (Isten hozta, Őrnagy úr!)    | Cipriani professzor        |
| Thuróczy Katalin                       | Finálé                             | Zsoldos Pali               |
| Francois-Marie Banier                  | Soha nem szerettelek               | A fiú                      |
| Molière                                | Dandin György vagy a megcsalt férj | Csikasz                    |
| Frances Goodrich – Albert Hackett      | Anne Frank naplója                 | Van Daan                   |
| Arthur Koestler                        | Sötétség délben                    | Színész - Gletkin, Borbély |
| Jean Anouilh                           | Colombe                            | Du Bartas                  |
| Ion Luca Caragiale                     | Farsang                            | Bóbitás Janó               |
| Görgey Gábor                           | Tükörjáték                         | Ágotay Elemér              |
| Lev Nyikolajevics Tolsztoj             | Anna Karenina                      | Alekszej Vronszkij gróf    |
| Robert Bolt                            | Morus                              | Norfolk herceg             |
| William Shakespeare                    | Hamlet                             | Színészkirály              |
| Thuróczy Katalin                       | Carletto                           | Noccolo                    |
| Tennessee Williams                     | Az ifjúság édes madara             | Boss Finley                |
| Sven Regener                           | Berlin Blues                       | Lehmann úr apja            |
| William Shakespeare                    | Szeget szeggel                     | Pompeius                   |
| Karl Von Gutzkow – Mészáros Tamás      | A kitaszított                      | Ben Jocháj                 |
| Stephen King                           | Dolores                            | Joe St George              |
| Edward Albee                           | Lolita                             | Humbert Humbert            |
| Dallos Szilvia                         | Utószinkron                        | Vas, szinkronrendező       |
| Egressy Zoltán                         | Az Isten lába                      | Szippantós                 |
| Egressy Zoltán                         | Nyár utca, nem megy tovább         | Ellenőr                    |
| Jaroslav Hašek – Spiró György          | Svejk                              | Lukas                      |
| Katona József                          | Jeruzsálem pusztulása              | Simon                      |
| Ahlfors                                | Színházkomédia                     | Oszkár                     |
| Simon                                  | A különterem                       | Albert Donay               |

## Filmszerepei

### Játékfilmek
- Sacra Corona (2001)
- A Hídember (2002)
- Rögtön jövök (2010)
- A vizsga (2011)

### Tévéfilmek
- Kölcsey (1989)
- Családi kör (1989–1990)
- Glóbusz (1993)
- Stay lucky (televíziós sorozat, 1993)
- Kisváros (1997–2001)
- Hotel Szekszárdi (2002)
- Presszó (2008)
- Félvilág (2015)

## Sorozatbeli szinkronszerepek

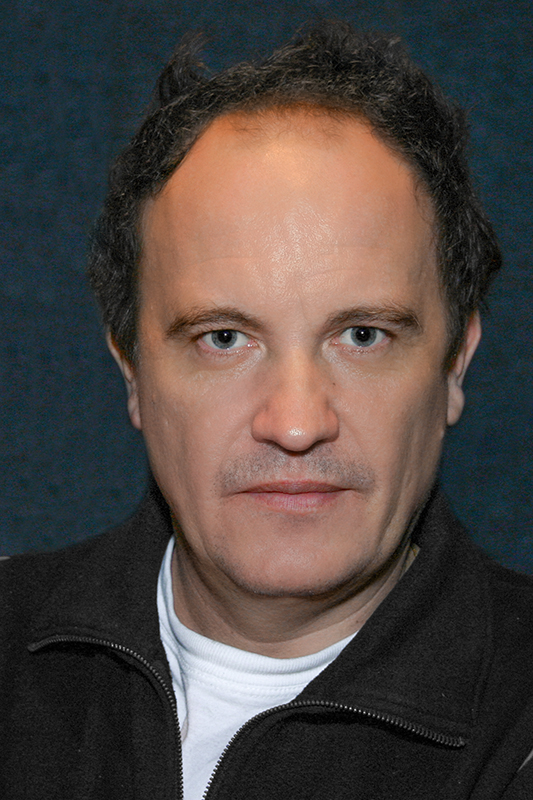
Portréja az Active Studio oldalán
Földi Tamás felvétele

| Év        | Cím                           | Szerep                                           | Színész               |
| --------- | ----------------------------- | ------------------------------------------------ | --------------------- |
|           | Babylon 5                     | John Sheridan kapitány                           | Bruce Boxleitner      |
|           | A betolakodó                  | Carlos Alberto Junquera                          | Arturo Peniche        |
| 1996      | A bohóc                       | Max Zander                                       | Sven Martinek         |
|           | A zöld íjász                  | Walter Steele                                    | Colin Salmon          |
|           | Bostoni halottkémek           | Dr. Peter Winslow                                | Ivan Sergei           |
|           | Carnivàle – A vándorcirkusz   | Brother Justin Crowe                             | Clancy Brown          |
| 1996      | Cobra 11                      | Frank Stolte                                     | Johannes Brandrup     |
| 2012      | Cobra 11                      | Alexander Stark                                  | Sven Martinek         |
|           | Dexter                        | Dexter Morgan                                    | Michael C. Hall       |
|           | Észak és Dél                  | Rafe Beaudeen                                    | Lee Horsley           |
|           | Az évszázad vihara[forrás?]   | Andre Linoge                                     | Colm Feore[forrás?]   |
|           | Eureka                        | Henry Deacon                                     | Joe Morton            |
|           | Ki vagy, doki?                | A doktor                                         | Christopher Eccleston |
|           | Ki vagy, doki?                | Carter (Öljük meg Hitler-t, River Song esküvője) | Richard Dillane       |
|           | Kórház a pálmák alatt         | Dr. Christian Witt                               | Hans Schenker         |
|           | Lost – Eltűntek               | Desmond David Hume                               | Henry Ian Cusick      |
|           | MacsEb                        | Eb (Dog)                                         | Tom Kenny             |
| 2000-2002 | Maffiózók                     | Furio Giunta                                     | Federico Castelluccio |
|           | McLeod lányai                 | Alex Ryan                                        | Aaron Jeffery         |
|           | Medicopter 117 – Légimentők   | Dr. Michael Lüdwitz                              | Rainer Grenkowitz     |
|           | Melrose Place                 | Dr. Peter Burns                                  | Jack Wagner           |
|           | Mentőhelikopter               | Alexander Karuhn                                 | Matthias Leja         |
|           | Ments meg!                    | Tommy Gavin                                      | Denis Leary           |
|           | Nyomorultak                   | Javert felügyelő                                 | John Malkovich        |
|           | Az Onedin család              | Benito                                           | Bruce Montagne        |
|           | Paula és Paulina              | Edmundo Serrano                                  | Arturo Peniche        |
| 1997-1998 | Rex felügyelő                 | Richard Moser                                    | Tobias Moretti        |
| 2014      | Rex felügyelő                 | Malatesta főnök                                  |                       |
|           | Shark – Törvényszéki ragadozó | Leo Cuttler államügyész                          | Kevin Pollak          |
|           | Star Trek: Deep Space Nine    | Gul Dukat                                        | Marc Alaimo           |
|           | Szex és New York              | Aidan Shaw                                       | John Corbett          |
|           | Szeretni bolondulásig         | Marco Durán                                      | Saúl Lisazo           |
|           | A szökés                      | Quinn                                            | Michael Gaston        |
| 2006–07   | Született feleségek           | Ian Hainsworth                                   | Dougray Scott         |
|           | Team Knight Rider             | Duke DePalma                                     | Duane Davis           |
|           | Több mint testőr              | Jesús Matamoros (El Messias)                     | Miguel Varoni         |
| 2013–15   | Violetta                      | Germán Castillo                                  | Diego Ramos           |
| 2010-11   | Tökéletes célpont             | Christopher Chance                               | Mark Valley           |

## Filmes szinkronszerepek
| Év   | Cím                                  | Szerep                      | Színész                |
| ---- | ------------------------------------ | --------------------------- | ---------------------- |
| 1956 | Az üldözők                           | Martin Pawley               | Jeffrey Hunter         |
| 1958 | Arc                                  | Albert Emanuel Vogler       | Max von Sydow          |
| 1958 | Rohanva jöttek                       | Dave Hirsh                  | Frank Sinatra          |
| 1960 | Spartacus                            | Spartacus                   | Kirk Douglas           |
| 1962 | Barabás                              | Torvald                     | Jack Palance           |
| 1974 | Mussolini végnapjai                  | Valerio ezredes             | Franco Nero            |
| 1976 | Carrie                               | Billy Nolan                 | John Travolta          |
| 1977 | A híd túl messze van                 | Brian Horrocks tábornok     | Edward Fox             |
| 1978 | Grease                               | Leo, Scorpions tag          | Dennis Stewart         |
| 1978 | Folytassa, Emmanuelle                | Harry Hernia                | Howard Nelson          |
| 1982 | 48 óra                               | Albert Ganz                 | James Remar            |
| 1982 | A dolog                              | Childs                      | Keith David            |
| 1982 | A vadak ura                          | Dar                         | Marc Singer            |
| 1984 | Rendőrakadémia                       | Bud Kirkland                | Andrew Paris           |
| 1984 | Terminátor – A halálosztó            | Kyle Reese                  | Michael Biehn          |
| 1984 | Volt egyszer egy Amerika             | Patsy                       | James Hayden           |
| 1985 | Ikrek bosszúja / Testvéri szeretet   | Ben Ryder / Harry Brand     | Judd Hirsch            |
| 1986 | A légy                               | Stathis Borans              | John Getz              |
| 1987 | A szakasz                            | Robert Barnes törzsőrmester | Tom Berenger           |
| 1988 | Véres játék                          | Chen kapitány               | Philip Chan            |
| 1989 | A magányos ügynök                    | Franz Sanchez               | Robert Davi            |
| 1989 | Batman                               | Nic                         | Christopher Fairbank   |
| 1992 | Férfias játékok                      | Kevin O'Donnell             | Patrick Bergin         |
| 1993 | És a zenekar játszik tovább…         | Koreográfus                 | Richard Gere           |
| 1993 | Tiszta románc                        | Vincenzo Coccotti           | Christopher Walken     |
| 1994 | Forrest Gump                         | Dan Taylor hadnagy          | Gary Sinise            |
| 1994 | Dumb és Dumber – Dilibogyók          | Dumber (Harry Dunne)        | Jeff Daniels           |
| 1994 | A remény rabjai                      | Andy Dufresne               | Tim Robbins            |
| 1995 | A lény                               | kidobófiú a diszkóban       | William Bumiller       |
| 1995 | A hetedik testvér                    | Gólya                       |                        |
| 1996 | Ha ölni kell                         | Jake Brigance               | Matthew McConaughey    |
| 1997 | Spermafióka                          | A-Cup                       | David Dunn             |
| 1998 | Apád-anyád idejöjjön!                | Nick Parker                 | Dennis Quaid           |
| 1998 | A bűvös kard – Camelot nyomában      | Sir Lionel                  | Gabriel Byrne          |
| 1999 | Ház a Kísértet-hegyen                | Steven H. Price             | Geoffrey Rush          |
| 1999 | A 13. harcos                         | Buliwyf                     | Vladimir Kulich        |
| 1999 | A koboldok varázslatos legendája     | Boric király                | Roger Daltrey          |
| 2000 | Drakula 2000                         | Drakula                     | Gerard Butler          |
| 2001 | A Gyűrűk Ura: A Gyűrű Szövetsége     | Celeborn                    | Marton Csokas          |
| 2001 | Baráti vacsora                       | Gabe                        | Dennis Quaid           |
| 2001 | A Sólyom végveszélyben               | Mike Steele százados        | Jason Isaacs           |
| 2001 | A tolvajok hercegnője                | János herceg                | Jonathan Hyde          |
| 2002 | 28 nappal később...                  | Henry West őrnagy           | Christopher Eccleston  |
| 2003 | Kegyetlen bánásmód                   | Donovan Donnelly            | Geoffrey Rush          |
| 2004 | Kerülőutak                           | Jack                        | Thomas Haden Church    |
| 2004 | Wimbledon – Szerva itt, szerelem ott | Dennis Bradbury             | Sam Neill              |
| 2005 | Mennyei királyság                    | Guy de Lusignan             | Marton Csokas          |
| 2005 | Elizabethtown                        | Phil DeVoss                 | Alec Baldwin           |
| 2006 | A tégla                              | Ellerby                     | Alec Baldwin           |
| 2006 | Szakíts, ha bírsz                    | Gary Grobowski              | Vince Vaughn           |
| 2006 | A Da Vinci-kód                       | Rémy                        | Jean-Yves Berteloot    |
| 2006 | A hírhedt                            | Alvin Dewey                 | Jeff Daniels           |
| 2007 | Harry Potter és a Főnix Rendje       | Lucius Malfoy               | Jason Isaacs           |
| 2007 | Charlie Wilson háborúja              | Gust Avrakotos              | Philip Seymour Hoffman |
| 2007 | A szellemlovas                       | Barton Blaze                | Brett Cullen           |
| 2007 | Mr. Brooks                           | Marshall                    | William Hurt           |
| 2007 | Volt egyszer egy igazság             | Simon Ballister             | Steven Seagal          |
| 2007 | Hitman – A bérgyilkos                | Mike Whittier               | Dougray Scott          |
| 2007 | A Kaptár 3. – Teljes pusztulás       | Dr. Isaacs                  | Iain Glen              |
| 2008 | Mamma Mia!                           | Bill Anderson               | Stellan Skarsgård      |
| 2008 | Lélegzet                             | Fingers                     | Andy García            |
| 2009 | Ő a megoldás                         | Hartman Hughes              | Thomas Haden Church    |
| 2010 | Az amerikai                          | Jack / Edward               | George Clooney         |
| 2011 | Vaj                                  | Boyd Bolton                 | Hugh Jackman           |
| 2012 | Démoni doboz                         | Clyde                       | Jeffrey Dean Morgan    |
| 2013 | A hobbit                             | Smaug                       | Benedict Cumberbatch   |
| 2013 | Carrie                               | John Hargensen              | Hart Bochner           |
| 2013 | Végjáték                             | John Wiggin                 | Stevie Ray Dallimore   |
| 2013 | Augusztus Oklahomában                | Charlie Aiken               | Chris Cooper           |
| 2013 | Itt a vége                           | Lefejezett férfi            | Brian Huskey           |
| 2013 | Szupercella                          | Javed                       | Faran Tahir            |
| 2013 | Machete gyilkol                      | Elnök                       | Charlie Sheen          |
| 2013 | A 47 Ronin                           | narrátor                    |                        |
| 2013 | Pain & Gain                          | Dr. Bjornson                | Peter Stormare         |
| 2013 | A zéró elmélet                       | Orvos                       | Peter Stormare         |
| 2014 | 3 nap a halálig                      | Farkas                      | Richard Sammel         |
| 2014 | A beavatott                          | Marcus Eaton                | Ray Stevenson          |
| 2014 | A csodálatos Pókember 2.             | Dr. Ashley Kafka            | Marton Csokas          |
| 2014 | Dumb és Dumber kettyó                | Dumber Dunne                | Jeff Daniels           |
| 2014 | Jobb, ha hallgatsz                   | Norwin Meneses              | Andy García            |
| 2014 | A majmok bolygója: Forradalom        | Malcolm                     | Jason Clarke           |
| 2014 | Transformers: A kihalás kora         | Célkereszt                  | John DiMaggio          |
| 2014 | A védelmező                          | Teddy                       | Marton Csokas          |
| 2015 | Jupiter felemelkedése                | Stinger Apini               | Sean Bean              |
| 2015 | A beavatott-sorozat: A lázadó        | Marcus Eaton                | Ray Stevenson          |
| 2015 | A szürke ötven árnyalata             | Carrick Gray                | Andrew Airlie          |
| 2015 | Testvéri kötelék                     | Gabriel Heckum              | Thomas Jane            |
| 2015 | Üzlet bármi áron                     | Dan Trunkman                | Vince Vaughn           |

## Videojátékos szinkronszerepek
| Év   | Cím         | Szerep      |
| ---- | ----------- | ----------- |
| 1999 | Atlantis II |             |
| 2012 | Sine Mora   | Lynthe Ytoo |

## CD-k és hangoskönyvek
- Láma Ole Nydahl: Könyv a szerelemről
- Láma Ole Nydahl: Ahogy a dolgok vannak
- Láma Ole Nydahl: A Nagy Pecsét

## Hangkazetták
- Mese Misi Meséi 1.: Aladdin és a csodalámpa (szerep: varázsló)